# نيل غودفري
نيل غودفري (بالإنجليزية: Neale Godfrey)‏ هي كاتِبة أمريكية، ولدت في 4 مارس 1951.